# MTV Base
MTV Base è un canale televisivo a pagamento prodotto da Paramount International Networks. I generi musicali coperti dal canale variano tra l'R'n'B, hip-hop, reggae, soul e urban. Il marchio MTV Base è stato lanciato ufficialmente nel Regno Unito e in Irlanda il 1º luglio 1999, ed è stato poi esportato in altri paesi europei e dal 3 luglio 2013 anche in Sudafrica.

## Trasmissione nel mondo
MTV Base è disponibile nel Regno Unito, Francia, Belgio, Lussemburgo, Svizzera, Irlanda e dal 3 luglio 2013 anche in Sudafrica.
Il canale veniva trasmesso anche nei Paesi Bassi e in Germania fino al 7 marzo 2008, periodo in cui è stato rimpiazzato da MTV Dance.

## Programmazione
- The Lick
- The Base Chart
- Hot n Heavy
- The Official UK Urban Chart
- My Sweet Sixteen (MTV Base Africa)
- 10 Biggest Right Now (MTV Base Africa)
- Official US Urban Download Chart (MTV Base Africa)
- Official African Urban Playlist Chart (MTV Base Africa)
- Base Imports
- Big Base Beats
- Pix Me (MTV Base France)
- MTV Crispy News
- Les Lascars (MTV Base France)